# Rada Delegatów Robotniczych w Iwanowie-Wozniesieńsku

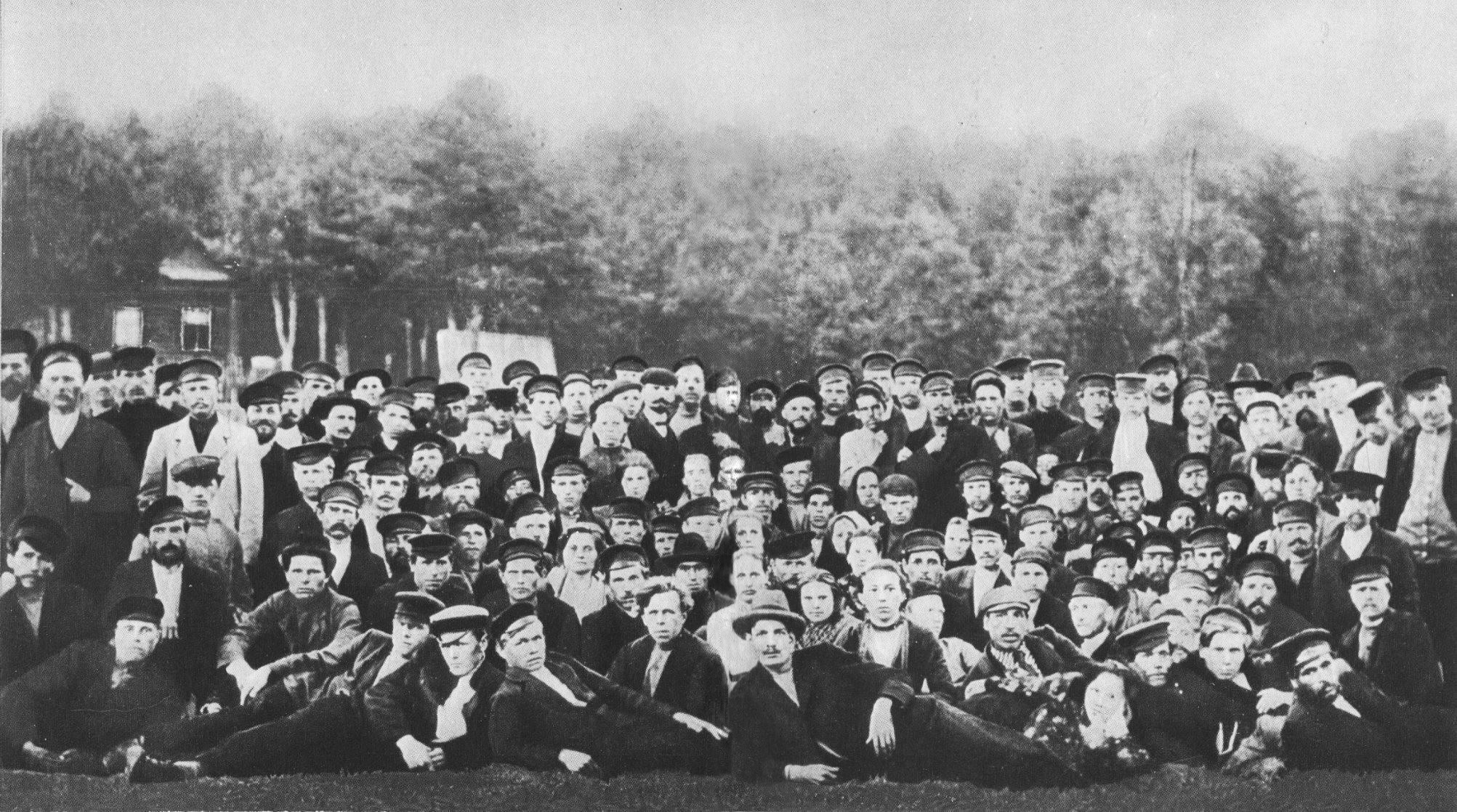
Członkowie Rady nad Tałką, lipiec 1905 r.

Rada Delegatów Robotniczych w Iwanowie-Wozniesieńsku – organ kierujący strajkiem powszechnym robotników Iwanowa-Wozniesieńska podczas rewolucji 1905 r. Rada funkcjonowała od 28 maja do 1 sierpnia 1905 r., liczyła 151 delegatów, w tym 25 kobiet. Koordynowany przez nią strajk był najdłuższym i najlepiej zorganizowanym protestem robotniczym w czasie rewolucji, nie licząc wystąpień w Królestwie Polskim. Była oddolną reprezentacją robotników, niekontrolowaną przez żadną partię polityczną. 
W propagandzie i częściowo w historiografii radzieckiej przedstawiano ją jako pierwszą w historii radę robotniczą, prekursorkę rad powstałych po rewolucji lutowej. W rzeczywistości była to jedna z pierwszych (choć niekoniecznie absolutnie pierwsza chronologicznie) takich instytucji. Zakres kompetencji i sposób funkcjonowania rady kształtowały się spontanicznie, pod wpływem wydarzeń.  

## Tło powstania

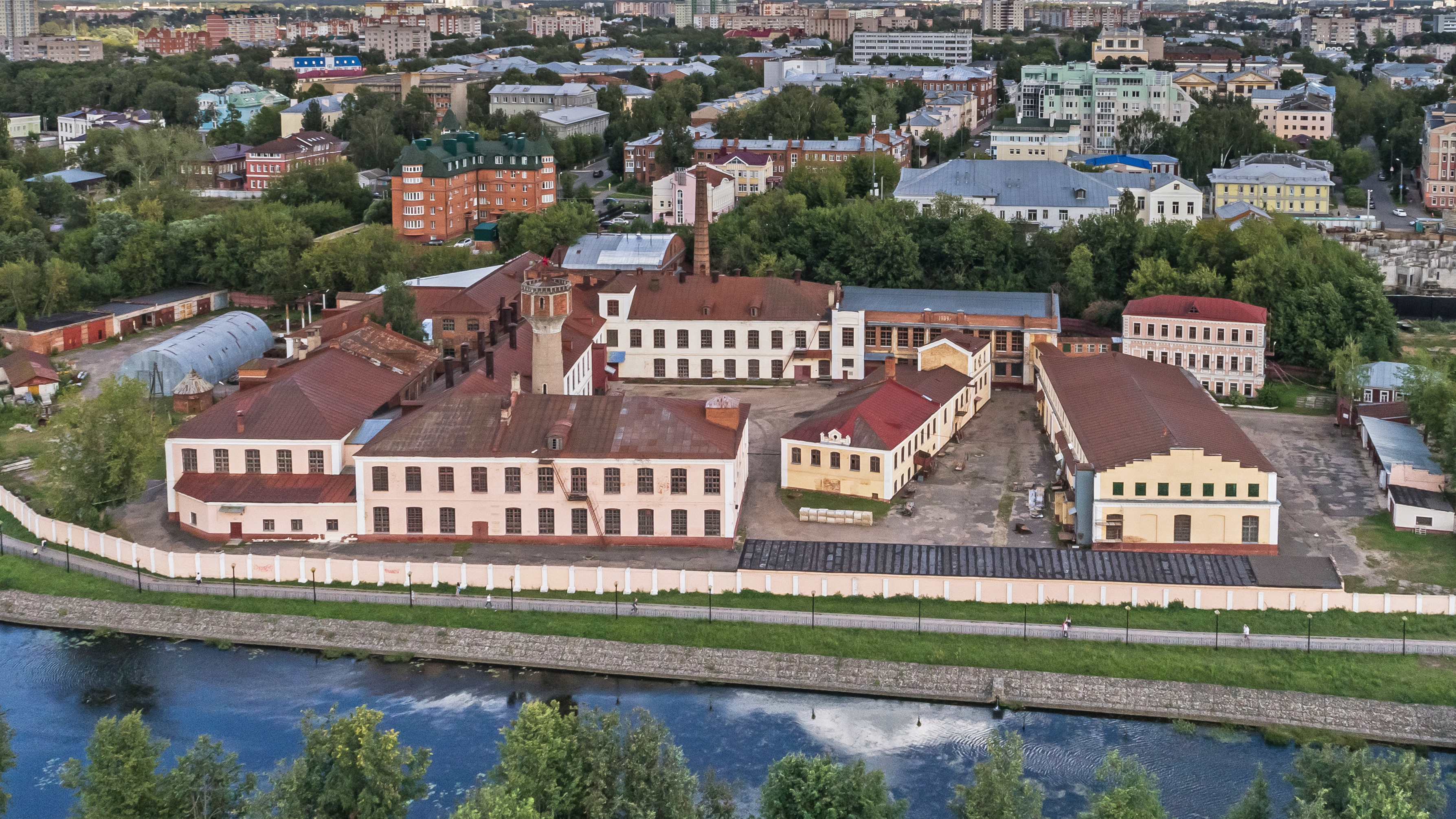
Manufaktura Fokina, jedna z fabryk działających od II poł. XIX w. w Iwanowie-Wozniesieńsku

Na początku XX w. Iwanowo-Wozniesieńsk był ważnym ośrodkiem przemysłu tekstylnego, nazywanym potocznie Rosyjskim Manchesterem. Warunki pracy w miejscowych fabrykach były bardzo ciężkie, w wielu zakładach obowiązywał 14-godzinny dzień pracy. Strajki w Iwanowie-Wozniesieńsku wybuchały od 1871 r. regularnie, a na krótko przed wybuchem rewolucji 1905 r., w r. 1904, w mieście miało miejsce kilka takich protestów. 12 maja?/25 maja 1905 r. załoga jednej z fabryk wszczęła strajk, domagając się poprawy warunków zatrudnienia. W ciągu kilku następnych dni przyłączali się do niego pracownicy i pracownice kolejnych fabryk w mieście – w ostatecznym rozrachunku wszystkie zakłady przestały pracować, a w proteście brało udział 32 tys. osób. Strajkujący wybrali 50-osobowy komitet, koordynujący cały protest. Przedstawili również gubernialnemu inspektorowi fabrycznemu listę 24 postulatów. Inspekcja zasugerowała, by robotnicy wybrali swoich reprezentantów, którzy będą w ich imieniu negocjować z władzami. Władze gubernialne zagwarantowały, że reprezentanci nie zostaną aresztowani. 

## Działalność Rady

### Strajk w Iwanowie-Wozniesieńsku (28 maja-15 czerwca)
15 maja?/28 maja 1905 r. ukonstytuowała się Rada Delegatów Robotniczych, w skład której weszło 151 przedstawicieli załóg wszystkich fabryk zatrudniających ponad 1000 osób – jeden delegat przypadał na 500 robotników. Do Rady wybranych zostało 126 mężczyzn i 25 kobiet. Wybory delegatów odbywały się na wiecu robotniczym nad Tałką, w głosowaniu jawnym. W pierwszym dniu swojego funkcjonowania Rada wyłoniła prezydium, pełniące funkcję organu wykonawczego i komisję koordynującą działania strajkowe. Na przewodniczącego Rady wybrano Awienira Nozdrina, zaś na przewodniczącego komisji koordynującej strajk – Siemiona Bałaszowa. Jednym z przywódców strajku był również Fiodor Afanasjew, rewolucjonista kierujący iwanowską organizacją Socjaldemokratycznej Partii Robotniczej Rosji. 

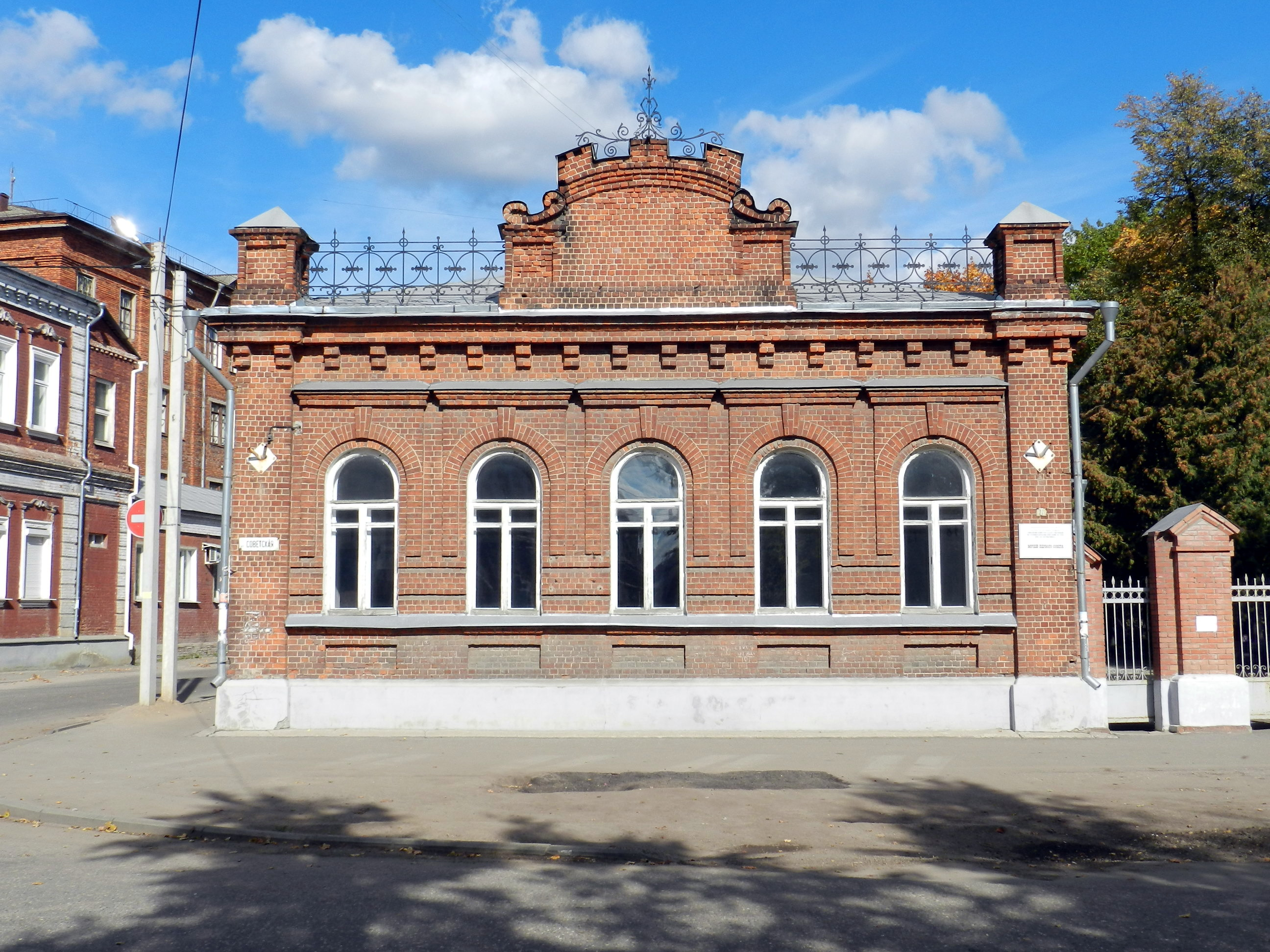
Dom zarządu miejskiego, w którym pracowała Rada Delegatów Robotniczych

Postulaty zgłoszone przez robotników, których reprezentowała rada, dotyczyły głównie kwestii ekonomicznych i bytowych. Były zbliżone do żądań, z jakimi podczas rewolucji występowali strajkujący robotnicy w całej Rosji. Robotnicy domagali się podwyższenia minimalnych wynagrodzeń, ośmiogodzinnego dnia pracy, prawa do pełnopłatnych zwolnień chorobowych, poprawy warunków sanitarnych w fabrykach, obniżenia kar nakładanych na robotników przez kierownictwo zakładów. Iwanowska rada zgłosiła również nowe, niespotykane wcześniej postulaty dotyczące praw kobiet-robotnic: prawa do dwóch tygodni płatnego urlopu przed porodem i cztery tygodnie po urodzeniu dziecka, prawa do półgodzinnej przerwy w pracy co trzy godziny w celu nakarmienia dziecka. Domagano się również, by przy fabrykach powstawały żłobki. Postulaty polityczne początkowo miały charakter marginalny – gdy podczas jednego z wieców fabrycznych robotnik zawołał "Precz z samodzierżawiem!", jego koledzy zasugerowali, że wprowadzenie takich haseł politycznych mogłoby podzielić uczestników strajku. Następnie jednak na liście żądań oficjalnie zgłaszanych przez radę znalazły się postulaty wolności zgromadzeń i wolności słowa, o politycznym charakterze. Robotnicy zażądali również, by 1 maja oraz rocznica wyzwolenia chłopów z poddaństwa stały się świętami państwowymi. Rada miała charakter apolityczny, natomiast jej działania oficjalnie popierała Socjaldemokratyczna Partia Robotnicza Rosji. W wydawanym od 22 maja?/4 czerwca 1905 r. w Iwanowie biuletynie działacze partyjni wzywali robotników do pokojowego protestu, podkreślając, że użycie przemocy sprowokowałoby tylko władze do represji. Jak wspominał Nikołaj Podwojski, po zebraniach rady odbywały się otwarte wykłady z tematyki ruchów robotniczych i marksizmu. Z Radą kontaktowali się również mieszkańcy innych miast i wsi, zgłaszając swoje postulaty i skargi. Rada prowadziła zbiórki na rzecz najuboższych robotników, gromadziła fundusze i żywność w celu wspierania strajkujących.

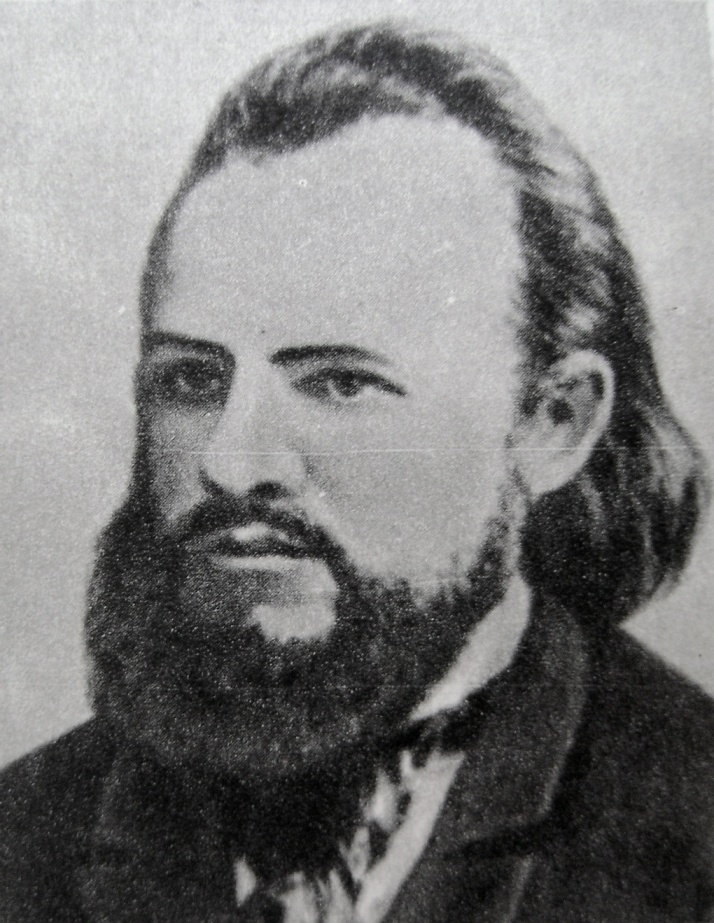
Przewodniczący Rady Awienir Nozdriew

Rada cieszyła się niekwestionowanym autorytetem wśród robotników. Przez pierwsze trzy tygodnie koordynowany przez nią strajk miał ściśle pokojowy charakter. 20 maja?/2 czerwca 1905 r. Rada utworzyła robotniczą milicję, której zadaniem było niedopuszczenie do przerwania strajku w poszczególnych zakładach, niedopuszczenie łamistrajków do pracy, a także informowanie odległych od centrum miasta zakładów o przebiegu strajku i niedopuszczanie, by doszło do ataków na łamistrajków lub by kryminaliści oraz bojówkarze Czarnej Sotni wszczęli w mieście rozruchy. Z milicją współpracowała uzbrojona drużyna bojowa bolszewików pod dowództwem Iwana Utkina. Rada prowadziła w imieniu strajkujących negocjacje z gubernatorem włodzimierskim Iwanem Leontjewem. W geście dobrej woli zgodziła się, by do pracy wróciła część robotników drukarskich, których udział w strajku uniemożliwiał publikowanie rozporządzeń i ogłoszeń lokalnej administracji. Leontjew w pierwszych dniach strajku przyzwalał na wiece robotnicze na ulicach miasta, pod warunkiem, że nie są na nich podnoszone kwestie polityczne. Leontjew był jednym z nielicznych gubernatorów, którzy rozumieli, że niezadowolenie rosyjskich robotników miało istotne przyczyny i że stosowanie samych tylko represji nie mogło rozwiązać problemu. 
Atmosfera między Radą a administracją gubernialną gwałtownie pogorszyła się 23 maja?/5 czerwca 1905 r. Tego dnia gubernator ogłosił, że milicja robotnicza jest nielegalna. Uniemożliwił również przeprowadzenie wielkiej demonstracji w centrum Iwanowa. Przeciwko robotnikom wysłane zostały policja i wojsko. Delegaci Rady nie dopuścili do wybuchu paniki i pokierowali zorganizowanym odejściem robotników, pod czerwonymi sztandarami, nad Tałkę. Tam w kolejnych dniach odbywały się kolejne wiece. 26 maja?/8 czerwca 1905 r. za sprawą łamistrajków część fabryk w Iwanowie wznowiła pracę. Równocześnie część fabrykantów, przerażona rozwojem sytuacji, razem z rodzinami opuściła miasto.

### Konfrontacja między strajkującymi i władzami. Zakończenie strajku
2 czerwca?/15 czerwca 1905 r. Rada wezwała robotników na kolejny wiec nad Tałką. Pełniący obowiązki gubernatora Iwan Sazonow zabronił zgromadzenia, powołując się na fakt, że podczas poprzednich wieców robotnicy poruszali tematy polityczne. Robotnicy zebrali się mimo wszystko i zostali nad rzeką zaatakowani przez Kozaków. Kozacy bili zebranych nahajkami, kilka osób zginęło, a ok. 80 zostało rannych. Wśród aresztowanych byli członkowie Rady, którym wcześniej obiecano nietykalność. Oburzeni robotnicy przez kolejne osiem dni atakowali kamieniami policjantów, niszczyli słupy telegraficzne i domy fabrykantów, plądrowali fabryki. Fabryka Gandurina została podpalona. Pełniący obowiązki gubernatora wprowadził w mieście stan wyjątkowy i dał Kozakom prawo przeszukiwania każdego mieszkańca. Robotnicy nie zamierzali przerywać strajku, część była gotowa zbrojnie wystąpić przeciwko władzom, jednak wszczęcie powstania było nierealne z powodu braku broni, którą w poprzednich tygodniach zdobyli tylko nieliczni strajkujący.
13 czerwca?/26 czerwca 1905 r. fabrykanci Iwanowa-Wozniesieńska zgodzili się podwyższyć płace robotników o 10%, która to propozycja została odrzucona przez Radę jako nieadekwatna. Dwa dni później właściciele fabryk zaproponowali podwyżkę piętnastoprocentową i zapowiedzieli skrócenie dnia pracy do 10,5 godziny. Strajkujący kontynuowali protest, przekonani, że zdołają wywalczyć poważniejsze ustępstwa, jako że zbliżał się cykliczny jarmark, a pracodawcom, z racji trwającego od miesiąca protestu, brakowało towarów, które mogliby na nim wystawić. Rada sformułowała również dwa nowe postulaty: prawa do zgromadzeń publicznych oraz zwolnienia aresztowanych uczestników strajku. Nieliczni fabrykanci zgodzili się skrócić dzień pracy do 9 godzin i przyznać podwyżki. W odpowiedzi Rada pozwoliła zatrudnionym w ich zakładach wrócić do pracy. Gubernator Leontjew postanowił zgodzić się na legalne zgromadzenia, uznając, że gdyby ich zabronił, niezadowolenie w mieście tylko by wzrosło. Z drugiej strony zakładał, że głód zmusi wkrótce robotników do powrotu do pracy. Protest był jednak kontynuowany. 24 czerwca?/7 lipca 1905 r. zdesperowani strajkujący splądrowali w mieście 71 sklepów. Kozacy aresztowali 91 robotników, a wiele osób pobili nahajkami. Tego samego dnia pozostający w mieście właściciele fabryk oświadczyli, że nie pójdą na dalsze ustępstwa, nie zapłacą strajkującym za opuszczone dni pracy i nie będą więcej negocjować z Radą Delegatów Robotniczych. 37 fabrykantów podpisało telegram wysłany do ministra spraw wewnętrznych, w którym żądali przerwania strajku siłą.

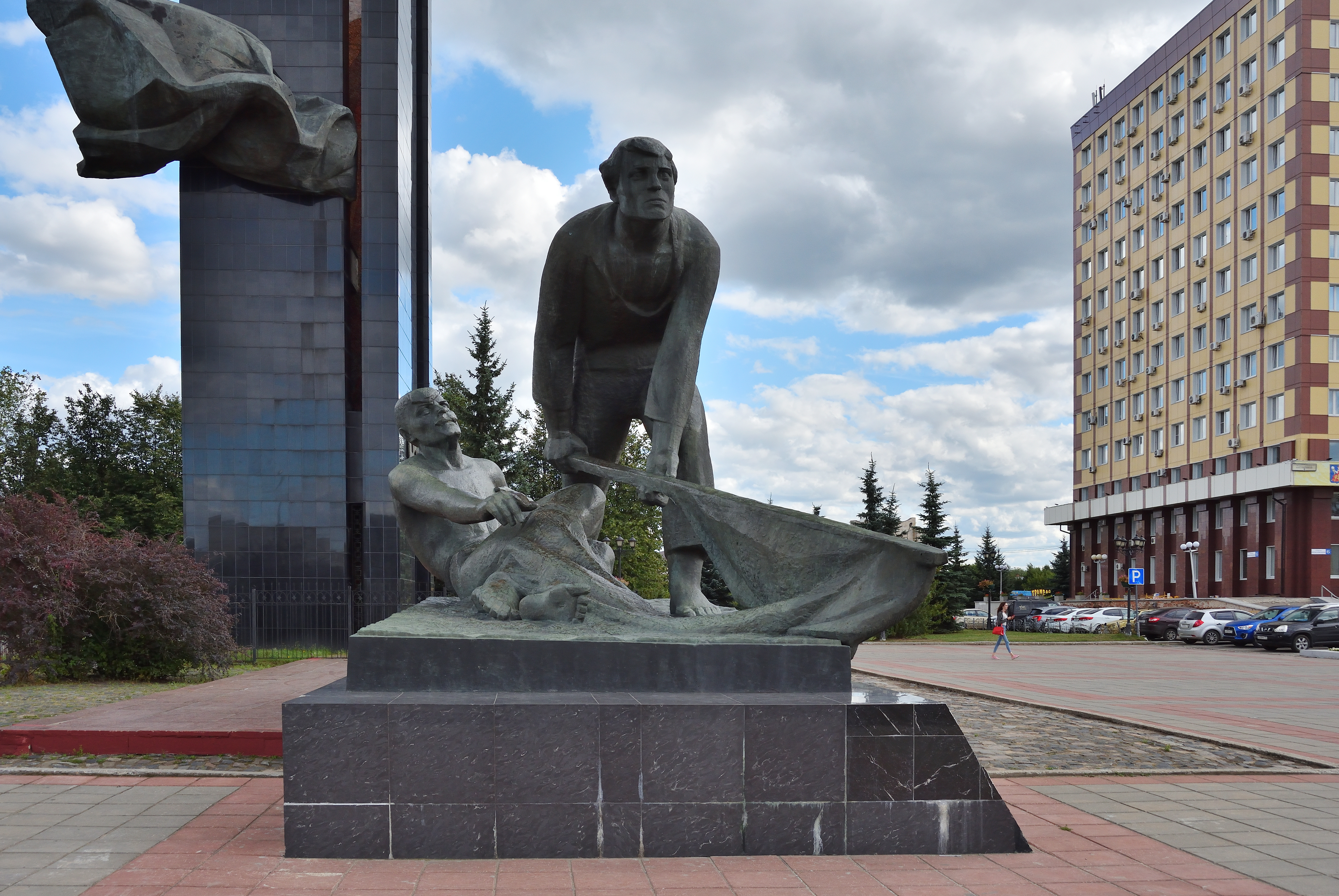
Pomnik bojowników rewolucji 1905 r. na Placu Rewolucji w Iwanowie

Gubernator Leontjew starał się przede wszystkim nie dopuścić do rozlewu krwi w mieście. Prosił fabrykantów o powrót do rozmów z robotnikami, nie chciał, by doszło do siłowej pacyfikacji strajku, która zostałaby potem nagłośniona przez liberalną prasę, jak w przypadku wydarzeń rewolucyjnych w Łodzi, Warszawie i Odessie. Był również przekonany, że odpowiedzialność za eskalację nastrojów w mieście ponosili fabrykanci, jako że warunki pracy w Iwanowie-Wozniesieńsku były gorsze niż w innych ośrodkach przemysłowych, a właściciele zakładów nie dbali w żaden sposób o ich załogi. Dlatego zdaniem Leontjewa robotnicy okazali się podatni na hasła radykalnych agitatorów. 27 czerwca?/10 lipca 1905 r. wiceminister spraw wewnętrznych Dmitrij Triepow zażądał od Leontjewa spacyfikowania strajku wszelkimi środkami, jakie dopuszczał stan wyjątkowy. Uznał również, że brak zdecydowania gubernatora sprawił, że sytuacja w mieście zaczęła wymykać się spod kontroli władz. Tego samego dnia część robotników, nie mając już środków utrzymania, zapowiedziała, że 1 lipca?/14 lipca 1905 r. wróci do pracy, ale będzie kontynuować walkę, gdy odzyska siły.
Większość robotników była zdecydowana protestować dalej, podejrzewając, że gdyby przerwali strajk, pracodawcy nie poszliby na żadne ustępstwa. Ostatecznie gubernatorowi Leontjewowi udało się przekonać fabrykantów, by przyznali robotnikom niewielkie podwyżki i zgodzili się na miesięczne, częściowo płatne urlopy dla robotnic po urodzeniu dziecka. Obiecano również, że robotnicy nie będą z całą surowością karani za udział w rozruchach. Wówczas załogi kolejnych zakładów zaczęły wracać do pracy. Do 19 lipca?/1 sierpnia 1905 strajk wygasł. Dzień wcześniej Rada Delegatów ogłosiła samorozwiązanie.

## Upamiętnienie
Od lat 70. XX w. Iwanowo było określane mianem „miasta pierwszej Rady”. W ZSRR szereg ulic w mieście otrzymała imiona członków i członkiń Rady Delegatów Robotniczych. W 1957 r. nad brzegiem Tałki ustawiono obelisk ku czci wydarzeń rewolucyjnych w Iwanowie-Wozniesieńsku. W 1960 r. budynek, w którym pracowała Rada, otrzymał status zabytku, zaś w 1967 r. otwarto w nim poświęcone jej muzeum. Jego ekspozycja była kilkakrotnie przekształcana, nadal jednak zawiera eksponaty odnoszące się do 1905 r. W 1975 r. nad Tałką utworzono kompleks pomnikowy – obelisk zastąpiono nowym pomnikiem, przed którym umieszczono wieczny ogień, zaś w prowadzącej do niego alei – 14 popiersi uczestników rewolucji. W 1975 r. w Iwanowie uroczyście obchodzono 70. rocznicę utworzenia Rady Delegatów Robotniczych. Odsłonięto wówczas pomnik rewolucji 1905 roku na Placu Rewolucji w centrum miasta.